# Jornada de 10 de Agosto de 1792

A Tomada das Tulherias em 10 de Agosto de 1792,
pintura de Jean Duplessis-Bertaux, Museu do Palácio de Versailles.

No curso da Jornada de 10 de Agosto de 1792, a multidão cerca, com o suporte do novo governo municipal de Paris, que será conhecido pelo nome de Comuna Insurrecional de Paris, o Palácio das Tulherias. O Rei Luís XVI e a família real pedem o apoio da Assembléia Nacional Legislativa. Este acontecimento marca efetivamente o fim da monarquia francesa (que será restaurada em 1814). O término efetivo da monarquia se fará seis semanas depois (21 de setembro de 1792).
Esta insurreição e suas consequências são comumente chamadas pelos historiadores da Revolução Francesa de forma simples: "O 10 de Agosto". Outras designações são "Jornada de 10 de Agosto", "Insurreição de 10 de Agosto" ou "Massacre de 10 de agosto".

## Contexto histórico
Desde o início do ano de 1792, a França entrara na Primeira Guerra Revolucionária. Em abril, fato sem precedente, o rei forma um gabinete de governo com os Girondinos. Em 20 de abril, a guerra é declarada contra a Áustria, terra natal da rainha Maria Antonieta.

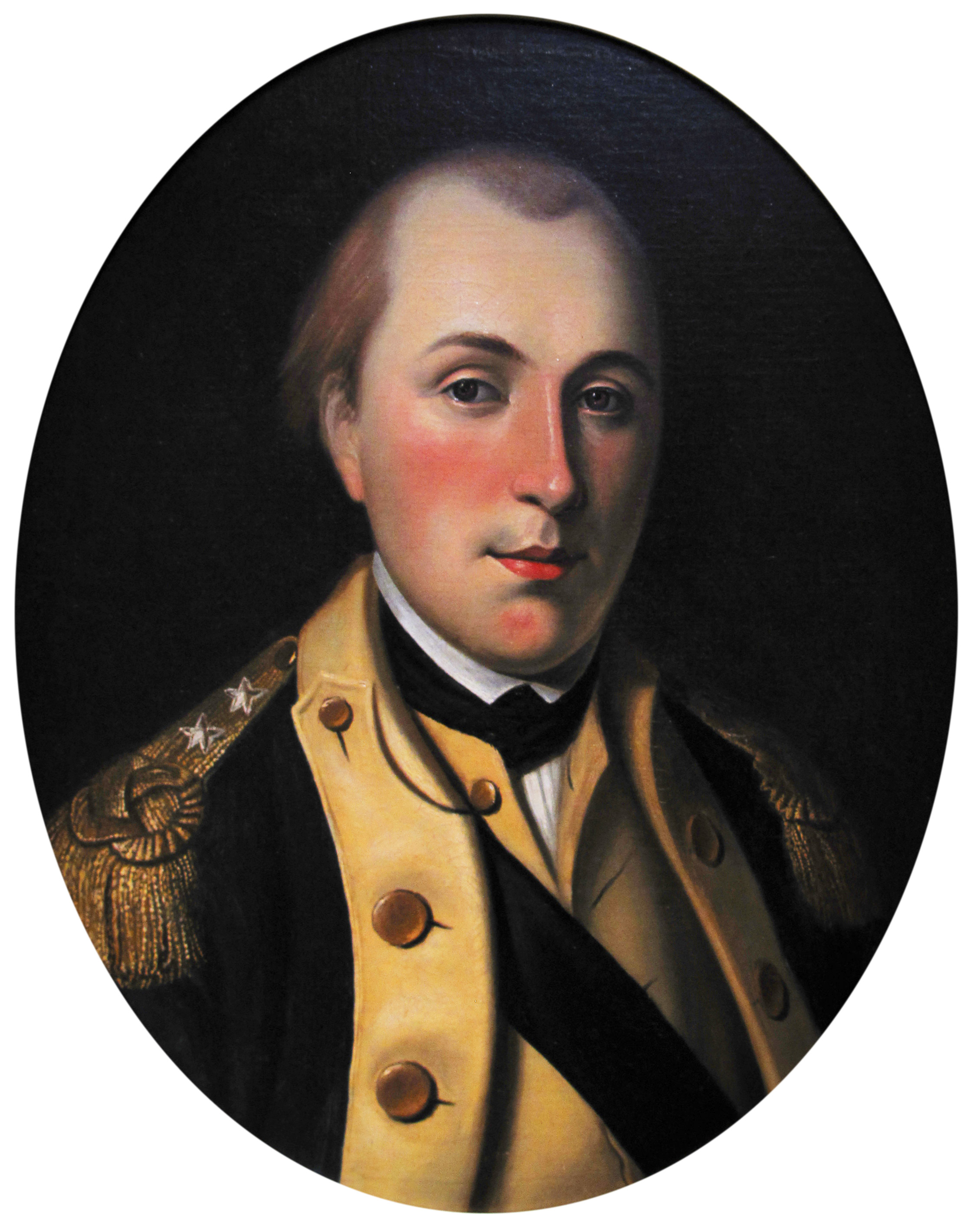
Marquês de La Fayette

As primeiras batalhas são um desastre para os franceses e a Prússia alia-se à Áustria, formando a Primeira Coalizão contra a França. No início, o intervalo necessário para a preparação desta aliança inimiga permite à França formar um exército.
A Revolução então estava entrando em uma fase mais radical. A Assembléia Legislativa faz aprovar uma série de decretos, notadamente contra os padres refratários, que se recusam a prestar juramento à Constituição Civil do Clero, o que leva, no início do mês de junho, a um conflito entre Luís XVI e os ministros girondinos. Quando o rei ameaça formar um novo gabinete com o Clube dos Feuillants (nome familiar dos Amigos da Constituição, grupo político moderado de tendência monarquista constitucional que se opõe à queda do rei, fundado em 16 de julho de 1791), o abismo entre o rei e a maior parte dos chefes da Assembléia se alarga, bem como com o povo parisiense.
Em 20 de junho, a multidão armada invade o hall da Assembleia Legislativa e os apartamentos reais, nas Tulherias, mas não ataca o rei. O fracasso da insurreição provoca um movimento de simpatia com relação a Luís XVI. La Fayette tenta utilizar esta circunstância para por fim ao conflito interno em Paris, mas o povo, os deputados e a Corte suspeitam que ele aja tendo em vista apenas suas próprias ambições.
Uma última proposta dos Girondinos é recusada e os "Feuillants" caem. Os Girondinos fazem então um desvio à esquerda para se unir aos que estão dispostos a recorrer à força para destronar a Monarquia. Em um discurso na Assembleia, Pierre Victurnien Vergniaud questiona diretamente o rei sobre questões retóricas: 
« A Constituição deixou-vos a escolha dos ministros para nossa felicidade ou nossa ruína ?  » . 
Brissot é ainda mais direto: 
« Eu vos digo que atacar a corte das Tulherias é atacar a todos os padres de uma só vez. Vos dizem para perseguir por toda parte os intrigantes, os facciosos, os conspiradores; e eu vos digo que todos desaparecem se vós atacasseis o gabinete das Tulherias, porque este gabinete é o ponto para onde todos os fios conduzem, onde se tramam todas as manobras e de onde partem todas as impulsões. A nação é o joquete desse gabinete, quer dizer, de alguns intrigantes que o dominam; eis o segredo de nossa posição, eis a fonte do mal, eis para onde se deve levar remédio, e um remédio vigoroso. »

## A Pátria «em perigo»

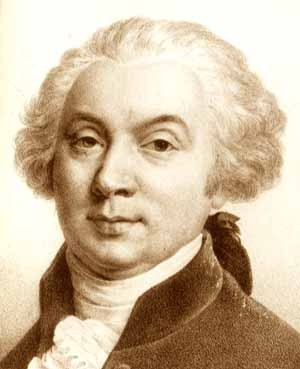
Jérôme Pétion de Villeneuve

Em 15 de julho, a Assembléia declara a pátria « em perigo ». Todos os cidadãos em condições de pegar em armas e servir na Guarda Nacional são colocados no serviço ativo. Espadas são distribuídas aos que não possuem armas, e bandeiras são colocadas nos espaços públicos com as palavras : « Cidadãos ! A Pátria está em perigo ! » . Em 14 de julho, terceiro aniversário da Queda da Bastilha, são organizadas diversas festividades patrióticas. Pétion, demitido de suas funções de prefeito de Paris devido a sua conduta durante os acontecimentos de 20 de junho, é reintegrado a suas funções. Os granadeiros monarquistas constitucionais do Batalhão das Filles-Saint-Thomas afrontam os federados de Marselha, mas este é o último ato de resistência da facção monarquista moderada. O Club des Feuillants, as companhias de granadeiros e caçadores da Guarda Nacional, que formam a força da burguesia, são dissolvidos.
Durante esse tempo, os exércitos aliados austríacos e prussianos chegam à fronteira. A maior parte dos soldados « constitucionais » (monarquistas), assim como uma parte dos Guardas Suiços, estacionam em Paris. Ao mesmo tempo, a Guarda Nacional, formada pela nova classe média, fica aberta para o recrutamento nas classes mais baixas. A declaração do duque Brunsvique-Luneburgo, militar prussiano, em 25 de julho de 1792, anunciando que os Aliados entrariam na França para restaurar a autoridade real e investiriam militarmente contra a Assembléia e a cidade de Paris totalmente contra ao rei, torna-se conhecida no dia 1º de Agosto por excitar a fúria dos seus revolucionários.

## Rumo à insurreição
O grande espírito desta nova revolução é Danton, um advogado de 32 anos apenas, que não faz parte da Assembléia, mas dirige o Clube dos Cordeliers, um dos mais republicanos, e dispõe de grande ascendência sobre os humildes parisienses. Danton e seus amigos e aliados - Maximilien de Robespierre, Camille Desmoulins, Fabre d'Églantine, Jean-Paul Marat, entre outros - são auxiliados em sua tarefa pelo medo da invasão.
Os voluntários e federados chegam sem parar a Paris e, como um grande número dentre eles deseja juntar-se ao exército, os Jacobinos reorientam aqueles que aceitam seu convite, notadamente 500 marselheses capitaneados pelo girondino 
Barbaroux. 
 François Mignet escreve que  
 « o projeto foi projetado e suspenso muitas vezes. Em 26 de julho, a insurreição havia sido impedida; mas ela era artificial, e Pétion o havia previsto. Quando os federados de Marselha chegam, pela rota de seus campos de Soissons, eles os encontram nos subúrbios, e os dirigem, inevitavelmente, para o palácio. A insurreição pode então começar. ». Fica decidido que o golpe decisivo será dado em 10 de agosto. 
 Os clubes políticos discutem abertamente a queda do rei e, em 3 de agosto, Pétion fala à Assembléia, pedindo o fim da monarquia em nome da Comuna. 
. Em 8 de agosto, o pedido de acusação de La Fayette é discutido. Ele é absolvido mas (segundo François Mignet) « todos os que votaram a seu favor foram apupados, perseguidos e maltratados pelo povo ao término das reuniões. », notadamente Vincent-Marie Viénot de Vaublanc e Quatremère de Quincy. Esse assédio é acompanhado por ameaças de morte ou invasão de seus domicílios. Étienne de Joly, Ministro da Justiça, escreve ao presidente da Assembléia, 
« Denunciei estes ataques à corte criminal ; mas a lei é impotente e eu me obriguei, por honra e probidade, a vos informar que sem uma pronta assistência do corpo legislativo, o governo não poderá mais ser responsável. »

## Insurreição
O povo não quer esperar o resultado da última proposição de Pétion para prosseguir seu trabalho por vias administrativas. A secção dos Quinze-vingts declara, em 8 de agosto, que, se o destronamento do rei não for pronunciado no mesmo dia, à meia-noite ela fará soar o toque de alarme (toque de sinos) e atacará a residência real das Tulherias. A totalidade das quarenta e oito secções revolucionárias de Paris, salvo uma, os acompanha. Pétion informa a Assembléia Legislativa que as secções  « retomaram sua soberania » e que não existe outro poder sobre o povo que o da persuasão.
Na noite do dia 9 uma nova Comuna revolucionária toma posse do Hôtel de ville de Paris, sede do governo. O plano dos Jacobinos da Assembléia, sustentado pelo exército dos federados, é de dissolver o departamento de Paris, para demitir Pétion, instituir uma comuna insurrecional (um governo municipal) e tomar de assalto as Tulherias.

### O comitê provisório
À meia-noite, o toque de alarme soa. Os insurretos nomeiam um comitê provisório da Comuna, que dirige a insurreição a partir do Hôtel de Ville. Pétion está no Palácio das Tulherias, onde foi convocado pelo rei, que quer se assegurar por ele da situação em Paris, e que recebe a autorização de responder à força com a força.
Uma parte da Assembléia, despertada pelo alarme, inicia uma sessão de emergência sem a presidência de Vergniaud. Tomando conhecimento que Pétion está nas Tulherias, pensam que tenha sido preso e decidem fazê-lo libertar. Eles querem saber, como já havia feito o rei, a situação da cidade de Paris. Pétion acorre a esse pedido. Uma deputação do Hôtel de Ville pede informações sobre Pétion junto à Assembléia, supondo também que ele fosse prisioneiro das Tulherias. Ele parte com a deputação e aí torna-se de fato prisioneiro, mas da comuna insurrecional, sob a guarda de trezentos homens.
   
A nova comuna pede então ao Marquês de Mandat, comandante da Guarda Nacional, que proteja as Tulherias. Desconhecendo a mudança de regime no Hôtel de Ville, ele obedece a essa ordem. É acusado de ter autorizado que as tropas abrissem fogo contra o povo. A multidão o mata quando este chega ao Hôtel de Ville. A comuna confere imediatamente o comando da Guarda Nacional a Antoine Joseph Santerre.
Pierre-Louis Roederer, procurador geral síndico de Paris desde 10 de Novembro de 1791, passa a noite nas Tulherias. Conhecidos os preparativos dos Jacobinos, um determinado número de medidas de defesa foram tomadas. A Crônica dos Cinquenta Dias de Roederer reporta que, pelas quatro da manhã, a rainha Maria Antonieta o chama e que então ele é prevenido que o rei e a família real desejam refugiar-se na Assembléia Legislativa, por precaução. Roederer ainda observa que apenas dois dias antes dois terços da Assembléia havia se pronunciado a favor de La Fayette e havia sustentado que seu plano era o menos perigoso. A rainha decide mesmo assim resistir pela força e Roederer consente.
Lachesnaye, que comandava as tropas na ausência de Mandat, diz que as tropas da Guarda Nacional estão pronta para a defesa, mas protesta contra a presença de aristocratas « irregulares ». Mandat havia anteriormente aconselhado a rainha a dispensar estes nobres, em vão, argumentando que sua presença desencorajava o zelo dos constitucionais. Como Mandat antes dele, Lachesnaye também é contradito por ela: « Eu respondo por eles seja onde estiverem; eles avançarão em primeiro ou em último nas fileiras, como quiserdes; eles estão prontos para tudo o que for necessário; são homens seguros ». Étienne de Joly e Jérôme Champion de Cicé são enviados à Assembléia para se informarem do perigo e solicitarem sua ajuda.
A revista das tropas pelo rei, às cinco horas da manhã, mostra que este não pode contar com todos os seus protetores oficiais. Os gritos de « viva o Rei ! » misturados aos gritos de « viva a Nação ! » e, às vezes, de  « viva Pétion ! » ressoam. Os batalhões armados com lanças são abertamente hostís, gritando « abaixo o veto ! » e « abaixo o traidor ! ». Quando Luís XVI entra de novo, eles deixam suas posições para se colocarem perto da Ponte Real (em francês "Pont Royal") e giram seus canhões contra o castelo. Dois outros batalhões, estacionados no pátio, os imitam e se colocam sobre a Praça do Carrossel ("Place du Carrousel"), em posição de ataque.

### Marcha contra as Tulherias

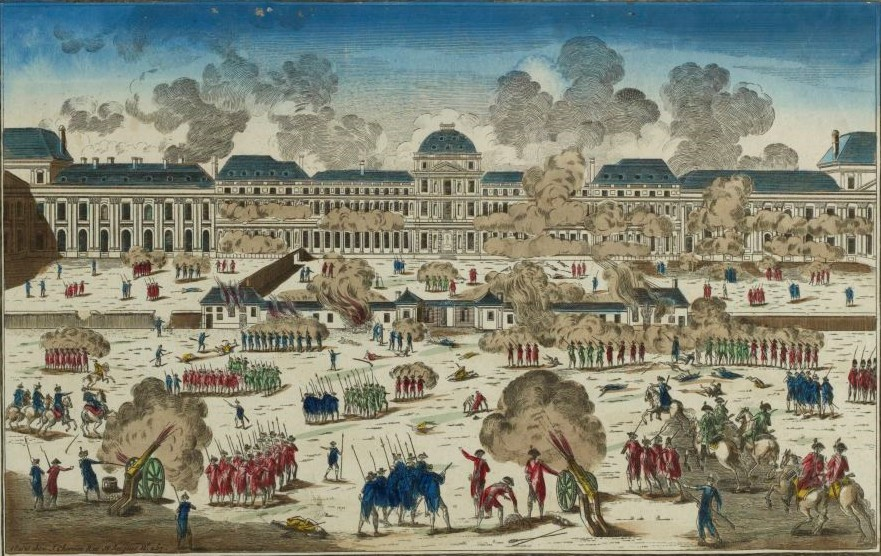
A sede das Tulherias, (Museu da Revolução Francesa).

Durante esse tempo, os insurgentes haviam forçado o Arsenal, haviam se armado e avançavam em várias colunas. A forte coluna de 15 000 homens do subúrbio Saint-Antoine pela margem direita e a coluna de 5 000 insurgentes do subúrbio Saint Marceau pela esquerda encetam sua marcha por volta das seis horas; seu número aumenta à medida que progridem. Os artilheiros colocam-se sobre a Ponte Nova ("Pont Neuf") com a tarefa dada pelo departamento de impedir a junção dessas colunas, mas Pierre Louis Manuel, o escriturário da cidade, lhes pede que se submetam e a passagem é liberada.
Cedo na manhã de 10 de agosto, os insurgentes assaltam as Tulherias. A vanguarda dos subúrbios, composta por federados marselheses e bretões, se espalha pelo Carrossel, voltando seus canhões para o castelo. Étienne de Joly e Champion voltam da Assembléia, considerando que os membros presentes (de sessenta a oitenta) não são suficientes em número e que sua proposta não fora entendida.
Os membros do « departamento », conduzidos por Roederer, chefe do departamento, apresentam-se diante do povo, fazendo observar que uma multidão tão grande não poderia chegar até o Rei, ou até a Assembléia Nacional, e os aconselha a mandar vinte deputados com suas solicitações; não são ouvidos. A multidão volta-se para a Guarda Nacional, lembrando-a do artigo de lei que a obriga a responder à força com a força se ela for atacada. Uma pequena parte da Guarda Nacional parece disposta a agir assim ; uma carga de canhão é a única resposta dos artilheiros. Roederer, vendo que os insurgentes continuam vitoriosos, já que são donos do terreno e que dispõem da força do número e das tropas, volta precipitadamente para o castelo à frente do diretório executivo.
Fora alguns aristocratas armados e um certo número de membros da Guarda Nacional (aí compreendidos os oficiais recentemente demissionários), o palácio está protegido pela Guarda Suíça, cerca de 950 homens.

### Fuga do Rei
A Enciclopédia Britânica de 1911 afirma que, sem a Guarda Nacional, a disparidade de forças não era tão grande a ponto de tornar a resistência de todo desesperada, mas que Luís XVI se deixou persuadir a trair sua própria causa e a se retirar sob a proteção da Assembléia. Mignet dá uma conta mais circunstancial baseado nas memórias de Roederer:
Citação: «
O rei convocou um concílio compreendendo a rainha e seus ministros. Um oficial municipal havia acabado de soar o alarme anunciando que os insurgentes estavam avançando sobre as Tulherias.
- Bem, que querem eles? perguntou Joly, guarda dos selos.
- A abdicação, respondeu o oficial
- E que ela seja pronunciada pela assembléia, acrescentou o ministro.
- E o que se seguirá à abdicação? pergunta a rainha.

O oficial municipal guardou o silêncio.
Neste momento Roederer chega, e intensifica o estado de alerta anunciando que o perigo é extremo; que os insurgentes não negociarão, que não se pode mais repousar sobre a segurança da Guarda Nacional.
- Sire, diz ele, Vossa Majestade não tem cinco minutos a perder; não existe segurança para ela senão na Assembléia Nacional; é opinião do departamento que deveis ir para lá sem demora. Não existem homens suficientes na corte para defender o castelo; e não estamos seguros quanto a estes.
O rei respondeu, primeiramente, que ele não havia notado muita gente sobre a Praça do Carrossel; e a rainha concordou com ele, vivamente, dizendo que o rei possuía forças suficientes para defender o castelo. Mas, frente ao estado de urgência reavivado por Roederer, após tê-lo observado atentamente durante alguns minutos, o rei voltou-se para a rainha e lançou:

- Andemos.
- Senhor Roederer, disse Madame Élisabeth, endereçando-se a este, respondeis pela vida do rei ?
- Sim, madame, com a minha, respondeu ele. Caminharei bem a frente dele.»

### Chegada do Rei à Assembléia
Vincent-Marie Viénot de Vaublanc, deputado da Assembléia, conta em suas memórias a chegada do rei à Assembléia:
Citação: «Um minuto antes da entrada do rei, os deputados que se situavam à extremidade esquerda aperceberam-se que homens portando uniformes estavam prestes a entrar na sala; eles se levantam e (…) gritam que nenhum militar pode entrar. M. Roederer vai até a grade e pede que façam entrar os guardas nacionais que acompanham o rei, para facilitar sua passagem. A Assembléia está na mais maior agitação. (…)

Finalmente, um granadeiro (…) entra carregando o delfim nos braços, e o deposita (…) sobre a escrivaninha dos secretários. O jovem príncipe (…) só ouviu os mais fortes aplausos e só viu expressões do mais profundo interesse. (…) A rainha entrou com muita dignidade. Um ministro lhe dava a mão. (…)
O rei apareceu e todos os olhos se voltaram para ele. Ele estava vestido com um traje de seda violeta, porque carregava luto. Colocado ao lado do presidente, falou assim: "Vim aqui para evitar um grande crime e me acreditarei sempre em segurança, com minha família, em meio aos representantes da nação. 
" Estas palavras foram seguidas por fortes aplausos. Ele acrescentou: "Passarei aqui o dia". (…) Guadet, que presidia no momento, lhe respondeu: "A Assembléia Nacional conhece todos os seus deveres. Ela encara como um de seus mais caros a manutenção das autoridades constituídas.  Ela permanecerá firme em seu posto. Saberemos todos nele morrer. »

### Ataque às Tulherias

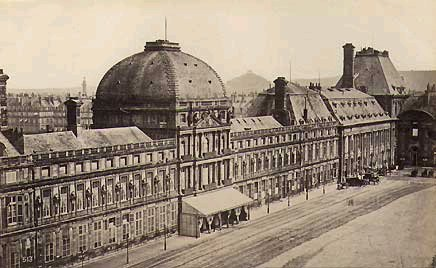
Palácio das Tulherias visto do Louvre

Alguns atacantes avançam amigavelmente e os Guardas suíços jogam alguns cartuchos pela janela como penhor de paz. No entanto, o fogo é aberto, sem que se saiba ao certo de que lado se deu o primeiro tiro, nem se ele foi intencional. A Guarda Suíça, um regimento profissional e disciplinado (já que inteiramente composto por mercenários com grande tradição de serviços prestados à monarquia) da velha Armada real, a princípio leva vantagem, mas é largamente suplantada em número pelas forças adversárias sustentadas pelos canhões. Progredindo pelo pátio frontal ao Palácio, os Suíços são pegos pelo flanco na galeria do Louvre e recuam até a entrada principal do Palácio.
A Guarda Nacional dos insurgentes agrupa-se e volta ao ataque. O rei havia enviado uma nota (preservada até hoje) ordenando aos Suíços que cessassem fogo e que se retirassem para suas casernas. Aparentemente sua intenção era evitar o derramamento de sangue, mas os oficiais dos Suíços em comando julgaram inútil tal ordem em meio à batalha pesada e não obedeceram imediatamente a essa ordem.
Entretanto, a posição da Guarda fica mais e mais difícil de manter, sua munição diminui enquanto que as perdas aumentam. A nota do rei é então executada e se ordena aos defensores que se dispersem. O corpo principal dos Guardas Suíços bate em retirada através do palácio e retira-se para o jardim atrás do edifício. Nesse momento são suplantados em número, próximos à fonte central, separados em pequenos grupos e cortados em pedaços. Os Guardas Suíços que permaneceram no Palácio são perseguidos e mortos, assim como um certo número de criados e cortesãos que não puderam se misturar com o povo.
Dos 950 Guardas Suíços presentes às Tulherias, cerca de 600 foram mortos em combate ou tentando render-se aos atacantes, furiosos devido aos tiros disparados contra a multidão, que creditam aos Guardas. Cerca de 60 são feitos prisioneiros no Hôtel de Ville e são massacrados lá. Outros morrem na prisão, em decorrência de seus ferimentos, ou são mortos durante os Massacres de Setembro que se seguem. Uma centena de Guardas teriam sobrevivido. Os nobres em armas, calculados em cerca de 200, passaram despercebidos com suas roupas civis e foram na maior parte capazes de escapar com vida da confusão instaurada.

## Pedido de Deposição do Rei
Com a chegada dos insurgentes vitoriosos, a Assembléia emite uma proclamação pedindo ao povo que respeite a justiça, seu magistrados, os direitos do Homem, a liberdade e a igualdade. Mas a multidão e seus líderes têm todo o poder entre as mãos e estão determinados a utilizá-lo. A nova municipalidade vem afirmar sua autoridade, precedida por três estandartes levando as inscrições « Pátria, liberdade, igualdade ». Exigem a deposição do rei e a instituição de uma Convenção nacional. O corpo de deputados junta-se a essa exigência.
Os remanescentes da Assembléia Legislativa, na maioria jacobina, sentem-se constrangidos a ceder, sem tomar para sí a deposição do rei. Por iniciativa de Vergniaud, votam por unanimidade pela convocação da Convenção exigida, pela revogação dos ministros e pela suspensão do rei (e não pela deposição).
Um concílio executivo ad hoc é estabelecido. Cerca de quatro mil padres, que se recusam a prestar juramento, são exilados. Os membros da comissão são distribuídos pelos corpos do exército, por segurança. Luís XVI, a princípio colocado no Palácio do Luxemburgo, é transferido como prisioneiro para a Torre do Templo pelo poder absoluto conferido à comuna, que justifica este deslocamento como uma forma de garantir a segurança do rei.

## Desdobramentos
O fim da monarquia e a substituição da Assembléia Legislativa pela Convenção são seguidos por seis semanas de instabilidade política. Durante este período, a comuna parisiense insurgente concentra um maior poder que a Assembléia. Ela exige e recebe a guarda da família real, obtém poder ilimitado de prisão, instiga os "Massacres de Setembro" no curso dos quais mais de 1400 pessoas presas são mortas na prisão.
O Conselho Executivo ad hoc da Assembléia não possui "status" jurídico e apenas um fraco apoio da opinião pública. O próprio La Fayette, diante da recusa de suas tropas a segui-lo em defesa da Constituição de 1791, decide render-se aos austríacos.
As eleições para a Convenção são feitas por sufrágio universal, mas a indiferença e a intimidação reduzem os votantes a um número bem pequeno. A Convenção reúne-se em 20 de Setembro e torna-se "de facto" o novo governo francês. Uma de suas primeiras medidas é a de abolir a monarquia.

Mignet escreve que o 10 de Agosto
« marcou (…) uma insurreição da multidão contra a classe média e a monarquia constitucional, da mesma forma que a Tomada da Bastilha viu a insurreição da classe média contra a classe privilegiada e o poder absoluto da Coroa. Começou o período ditatorial e arbitrário da Revolução (…) A natureza da questão mudou inteiramente ; não se tratava mais de uma preocupação pela liberdade, mas pela segurança pública ; e o período da Convenção, do fim da Constituição de 1791, até o momento em que a Constituição do Ano III estabelece o Diretório, foi somente uma longa campanha da Revolução contra os partidos e contra a Europa. »